# Wikimapia
Wikimapia is een web 2.0-project dat als doel heeft "de gehele wereld te beschrijven". Het is een online geografisch informatiesysteem (GIS) dat Google Maps combineert met een wikisysteem. Zo kan elke gebruiker bestaande satelliet- en luchtbeelden van commentaar voorzien. Het ondersteunt geen Street View.
Het project werd op 24 mei 2006 opgestart door de Russen Alexandre Koriakine en Evgeniy Saveliev.

## Beschrijving
Via de web-interface kan elke bezoeker de beelden van Google Maps bekijken, waarin plaatsen en gebouwen met veelhoeken aangeduid staan. Deze aanduidingen bevatten extra informatie over de locatie, en een hyperlink naar Wikipedia. De informatie kan in 37 verschillende talen bewaard worden, en kan gebruikt worden voor zoekopdrachten (bijvoorbeeld 'opera sydney'). Geregistreerde gebruikers kunnen deze informatie wijzigen of aanvullen, en nieuwe plaatsen markeren. Nieuw ingevoerde plaatsen worden beoordeeld voordat ze toegevoegd worden.
Verder zijn de Google Maps mogelijkheden beschikbaar: kaart, satelliet of hybride view, aangevuld met een 'auto' view. Er is ook een integratie mogelijk met GPS-systemen en met Google Earth.

## Relatie met Wikipedia
Alhoewel er parallellen bestaan met Wikipedia, is Wikimapia niet verwant met de Wikimedia Foundation. Wikimapia zegt geïnspireerd te zijn door Wikipedia. Er zijn geen officiële banden tussen beide projecten, maar veel Wikipedia gebruikers linken hun plaatsgebonden artikels naar Wikimapia. Punten van verschil zijn het gebruik van gelicentieerde beelden (via Google Maps) en de ontbrekende licentie op de ingegeven informatie (ten opzichte van de Creative Commons-licentie bij Wikipedia).

## Geschiedenis
Sedert de introductie op 24 mei 2006 kent Wikimapia een groeiend succes. Op 16 augustus 2006 werd het miljoen plaatsaanduidingen bereikt, op 22 november 2006 de 2 miljoen, terwijl het derde miljoen op 8 maart 2007 behaald werd.

### Voorbeelden
- Grote Markt van Brussel
- Rietveld Schröderhuis